# Labrisomus conditus
Labrisomus conditus är en fiskart som beskrevs av Sazima, Carvalho-filho, Gasparini och Sazima 2009. Labrisomus conditus ingår i släktet Labrisomus och familjen Labrisomidae. Inga underarter finns listade i Catalogue of Life.